# Visirtán
Visirtán es una nación ficticia, de inspiración árabe, perteneciente al juego de rol Aventuras en la Marca del Este.

## Descripción
Se trata de un país desértico, que posee sin embargo importantes recursos naturales y ciudades esplendorosas, así como lugares exóticos y misteriosos.
Visirtán se ubica en el continente Valion. Linda al norte con el reino de Ungoloz y al oeste con La Marca del Este, una marca militar de la frontera oriental de Reino Bosque. Sus costas están bañadas, al sur, por el Mar del Dragón.
Caravanas de camellos atraviesan habitualmente las dunas del desierto y los comerciantes utilizan el Camino de Manticora para llevar sus mercancías hasta La Marca y su ciudad principal, Robleda.
El idioma que se habla en su territorio es el visirtaní, aunque sus habitantes dominan también la lengua común de Valion.